# Мама (телесеріал, Україна)
«Мама» — український воєнно-драматичний телесеріал виробництва каналу «СТБ». Головну роль у серіалі зіграла Олеся Жураківська. Прем'єра першого сезону відбулася 19 лютого 2021 року. Повторні покази з повним українським дубляжем транслюється на тому ж каналі.

## Сюжет
Головна героїня — мешканка Житомира Ніна Петрівна. У той час, коли її син Віталій Швидченко пішов добровольцем на фронт захищати свою країну, у мирному житті Ніни Петрівни оселилася війна. В один із звичайних днів вона дізнається, що Віталій потрапив у полон. Обставини складаються так, що єдиний шанс повернути свою дитину — вирушити самостійно на її пошуки. Ніні Петрівні належить пройти довгий шлях, змінити міста і села, пройти блокпости і кабінети місцевої влади, зустрітися віч-на-віч з ворогом, і все для того, щоб дізнатися найважливішу відповідь для матері — чи жива її дитина.
Ніколи Ніна Швидченко не була так близько і, водночас, так безмежно далеко від свого сина. Вона знову вирушає на окуповану територію на пошуки і знаходить свого сина тяжкопораненим у лікарні Слов’яносербська. Але як врятувати йому життя і вивезти на свободу? Це завдання, які їй доведеться вирішувати.

## В ролях
| Актор                        | Роль                                         |
| ---------------------------- | -------------------------------------------- |
| Олеся Жураківська            | Ніна Петрівна Швидченко (1-2 сезони)         |
| Олександр Божко              | Віталій Швидченко син Ніни (1-2 сезони)      |
| Дар'я Матвєєва               | Дарина Швидченко дочка Ніни (1-2 сезони)     |
| Микола Боклан                | Анатолій Швидченко чоловік Ніни (1-2 сезони) |
| Костянтин Корецький          | Богдан Шуляк (1-2 сезони)                    |
| Тамара Антропова             | Люся Шуляк дружина Богдана (1-2 сезони)      |
| Поліна Снісаренко-Кульчицька | Катя медсестра (1-2 сезони)                  |
| Ада Роговцева                | Ганна Миколаївна анестезіолог (2 сезон)      |

## Знімальна група
- Автори сценарію — Валентина Руденко, Тарас Ткаченко, Микола Рибалка
- Режисер — Тарас Ткаченко
- Оператор — Дмитро Кіптілий
- Художник — Шевкет Сейдаметов
- Композитори — Марія Хмельова, Кирило Бородін
- Генеральні продюсери «Основа Фільм» — Вікторія Горенштейн, Тетяна Куц
- Креативний продюсер — Валентина Руденко
- Креативний продюсер СТБ — Дмитро Кіцай
- Виконавчі продюсери — Олексій Сень, Олена Зоз (СТБ)